# Edificio Oliver
L'Edificio Oliver (in inglese: Oliver Building) è uno storico edificio della città di Pittsburgh in Pennsylvania.

## Storia
L'edificio, progettato dall'architetto Daniel Burnham, venne eretto tra il 1908 e il 1910. Al suo completamento era l'edificio più alto di Pittsburgh, titolo che mantenne fino agli anni 1920.

## Descrizione
L'edificio è alto 106 metri per 25 piani.